# 1997 en journalisme
Cet article présente les faits marquants de l'année 1997 en journalisme.

## Événements
- Création de l'hebdomadaire Marianne[1].